# Leiverbachtal und Talhänge
Das Naturschutzgebiet Leiverbachtal und Talhänge liegt auf dem Gebiet der Stadt Hückeswagen im Oberbergischen Kreis in Nordrhein-Westfalen.
Das Gebiet erstreckt sich nördlich der Kernstadt Hückeswagen und nördlich und nordwestlich von Hummeltenberg, einem Ortsteil von Hückeswagen, entlang des Leiverbaches. Es grenzt im Nordosten an die Ortslage Oberbeck und erstreckt sich dann in südwestlicher Richtung, bis es sich südlich des Ortes Niederhombrechen eine gemeinsame Grenze mit dem NSG Ufer und Talhänge der Wuppertalsperre (GM-083) teilt. Durch den nördlichen und südlichen Teil des Gebietes verläuft die Kreisstraße K 11, am südwestlichen Rand fließt die Wupper und östlich verläuft die B 483.

## Beschreibung
Das etwa 92,0 ha große Gebiet wurde im Jahr 2006 unter der Schlüsselnummer GM-084 unter Naturschutz gestellt. Das Fachinformationssystem des Landesamtes für Natur, Umwelt und Verbraucherschutz in NRW beschreibt das Gebiet wie folgt:

„Der Leiverbach wird durch mehrere Quellbäche gespeist, welche durch intensiv beweidetes Grünland, brachgefallenes Grünland sowie naturnahen Wald oder Fichtenwald verlaufen. Im Bereich der Weiden sind lediglich 30 bis 80 cm auf jeder Bachseite ausgezäunt. Auf diesen Randstreifen wachsen standortgerechte feuchte- und nässezeigende Arten sowie Stickstoffzeiger und Neophyten (Drüsiges Springkraut) in unterschiedlicher Frequentierung, streckenweise stockt naturnahes Ufergehölz. Auf brachgefallenen, teils großzügig ausgezäunten Flächen entlang der Quellbäche haben sich hauptsächlich typisch ausgeprägte Mädesüßfluren etabliert. In den Wäldern ist die bachbegleitende Vegetation spärlich ausgebildet, auf quelligen Standorten haben sich zum Teil naturnahe Milzkrautfluren ausgebreitet. Der Leiverbach selbst zeichnet sich durch seinen naturnahen Verlauf mit kiesig-sandigem Bachbett aus. Die Breite der Bachsohle beträgt zwischen einem und fünf Metern mit lokalen Verengungen, Aufweitungen, Flachwasserbereichen und natürlich entstandenen Kolken. Schnell und langsam fließende Bereiche - zum Teil durch im Bach liegendes Totholz bedingt - wechseln unregelmäßig. In seichten Abschnitten wächst stellenweise Pestwurz ins Bachbett ein. Die Ufer- und Auenbereiche des Leiverbaches sind überwiegend naturnah und setzen sich aus einem Mosaik aus Mädesüß-Hochstaudenfluren, Auwald mit teils wertvoller Krautschicht, Ufergehölzen und wenigen feucht-nassen, extensiv bewirtschafteten Mähwiesen zusammen. Die an die Talsohle anschließenden Hänge sind mit standorttypischen Hochwald und Fichtenwald bestockt. Die Laubwälder sind als Hainsimsen-Buchenwälder mit wechselnden Anteilen von Eichen und typischer Krautschicht oder als Eichenwälder ausgebildet. Neben schichtigen Beständen kommen auch Hallenbestände vor, hervorzuheben sind Bereiche mit starkem bis mächtigem Baumholz als Haupwuchsklasse. In nahezu allen mit Laubholz bestockten Flächen ist Alt- und Totholz regelmäßig vorhanden. Die Rotbuche verjüngt sich natürlich. Als Nebenbaumarten stocken vor allem Birken, Hainbuchen und Waldkiefern. In der Strauchschicht ist insbesondere Stechpalme vertreten. Ein Teil der Fichtenbestände wurde klein- bis mittelflächig kahlgeschlagen und mit standortgerechten Laubbäumen nachgeforstet. Abschnittsweise wurde die Rotbuche unter Fichte und Eiche vorangebaut. Das Gebiet repräsentiert ein für die Region typisches Mittelgebirgstal. Der Wert des Gebietes ergibt sich aus dem Komplex aus Fließgewässern, artenreichen Feuchtgrünland und standorttypischen Wäldern. Die dadurch resultierende Strukturvielfalt stellt einen wertvollen, artenreichen Lebensraum dar. Als Naturschutzgebiet hat die Fläche eine regionale Bedeutung für verschiedene Pflanzen und Tierarten und den Biotopverbund. Das Gebiet ist mäßig beeinträchtigt weist aber eine überwiegend positive Entwicklungstendenz auf.“

Bei der Kartierung Gebietes im Jahr 2015 wurden u. a. folgende bemerkenswerte Pflanzenarten entdeckt:
Echtes Mädesüß (Filipendula ulmaria), Kuckucks-Lichtnelke (Lychnis flos-cuculi), Quendelblättrige Kreuzblume (Polygala serpyllifolia), Rapunzel-Glockenblume (Campanula rapunculus), Sumpf-Dotterblume (Caltha palustris), Sumpf-Helmkraut (Scutellaria galericulata), Sumpf-Schafgarbe (Achillea ptarmica) und Schlangen-Knöterich (Bistorta officinalis). Zudem blühte der in der Roten Liste als gefährdet eingestufte Teufelsabbiss (Succisa pratensis) im September 2023 im Leiverbachtal (Foto unten) – allerdings bedroht durch das Drüsige Springkraut.

## Schutzziele
Schutzziele sind der Erhalt und die Entwicklung der Bäche mit ihren Hochstaudenfluren und begleitenden Auwäldern. Eine Extensivierung des Grünlandes sowie die Entfernung der standortfremden Fichtenkulturen sind anzustreben.

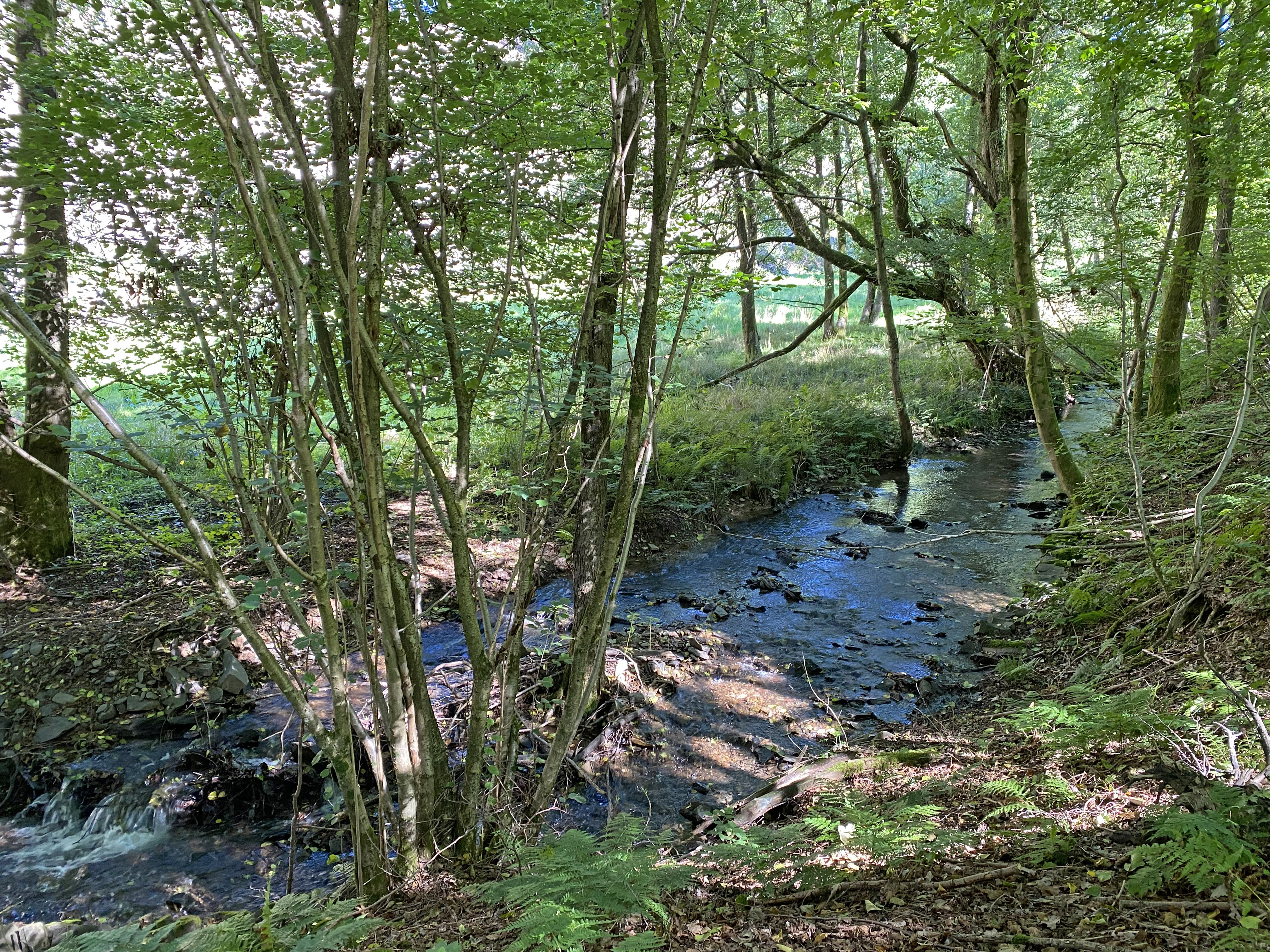
Unterlauf Leiverbach Nähe Pixberger Mühle
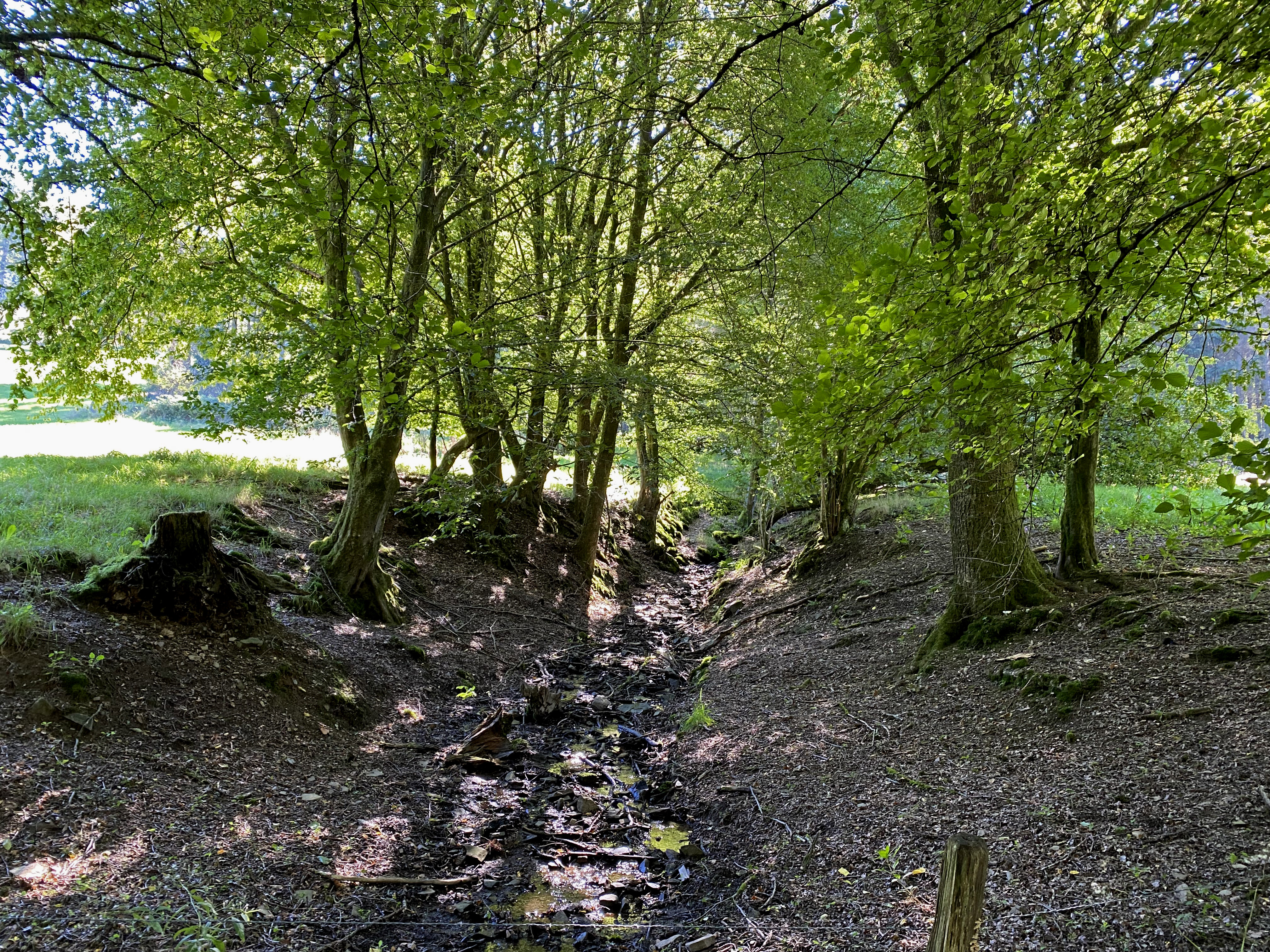
Pixsiepen
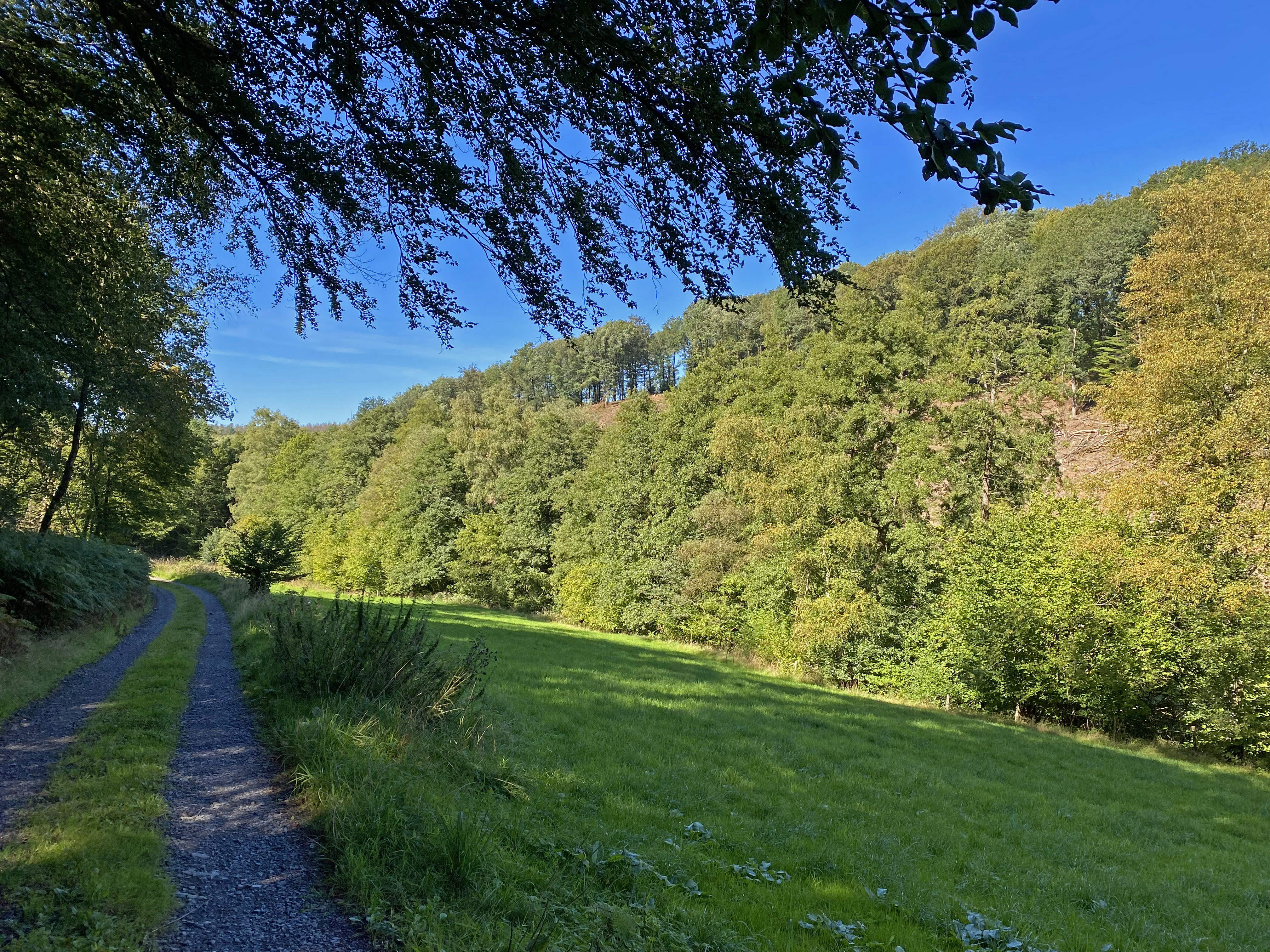
Talaue nordöstl. Pixberger Mühle
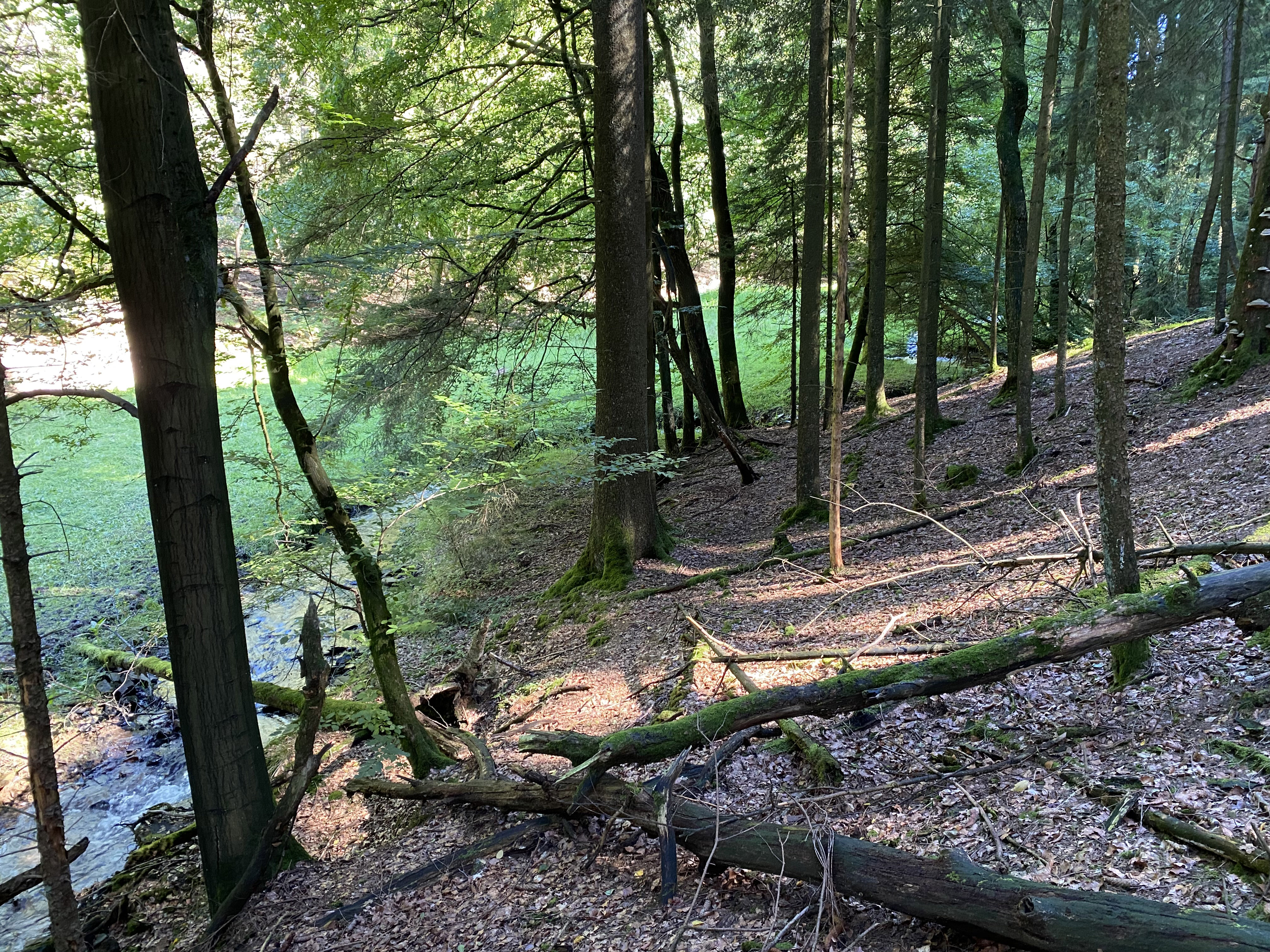
Mittellauf des Leiverbaches
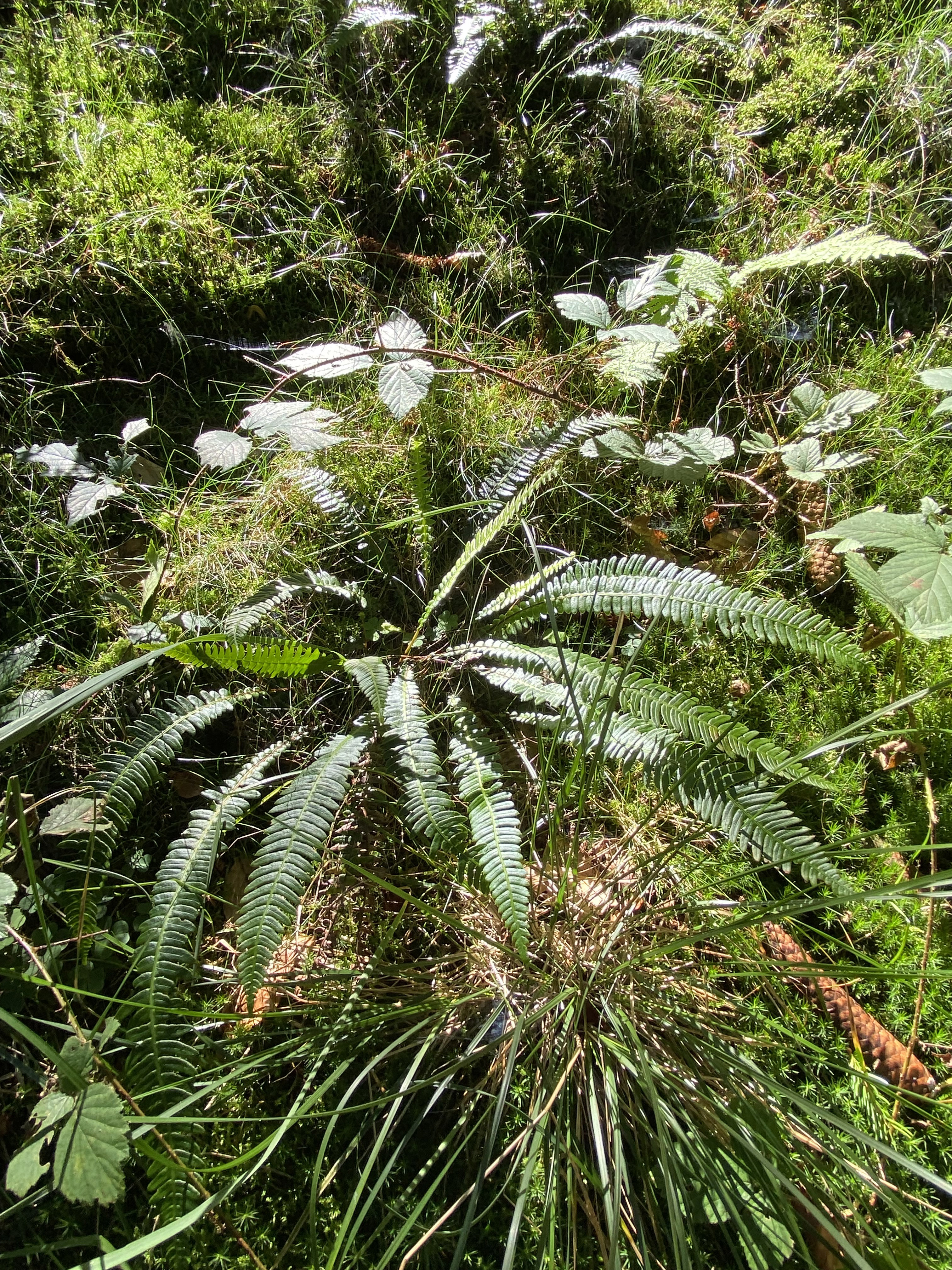
Rippenfarn
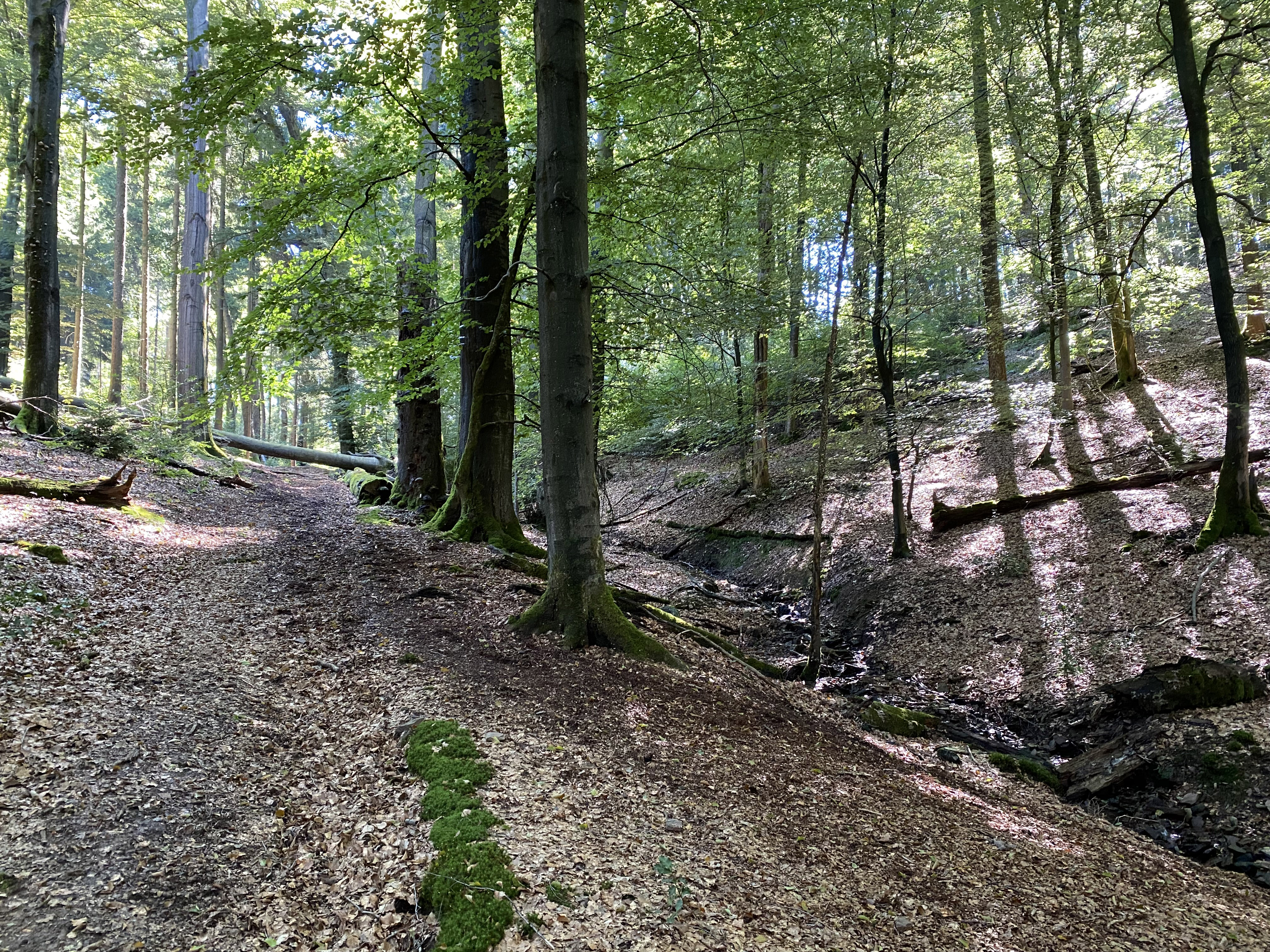
Bachtal des Leiversiepens
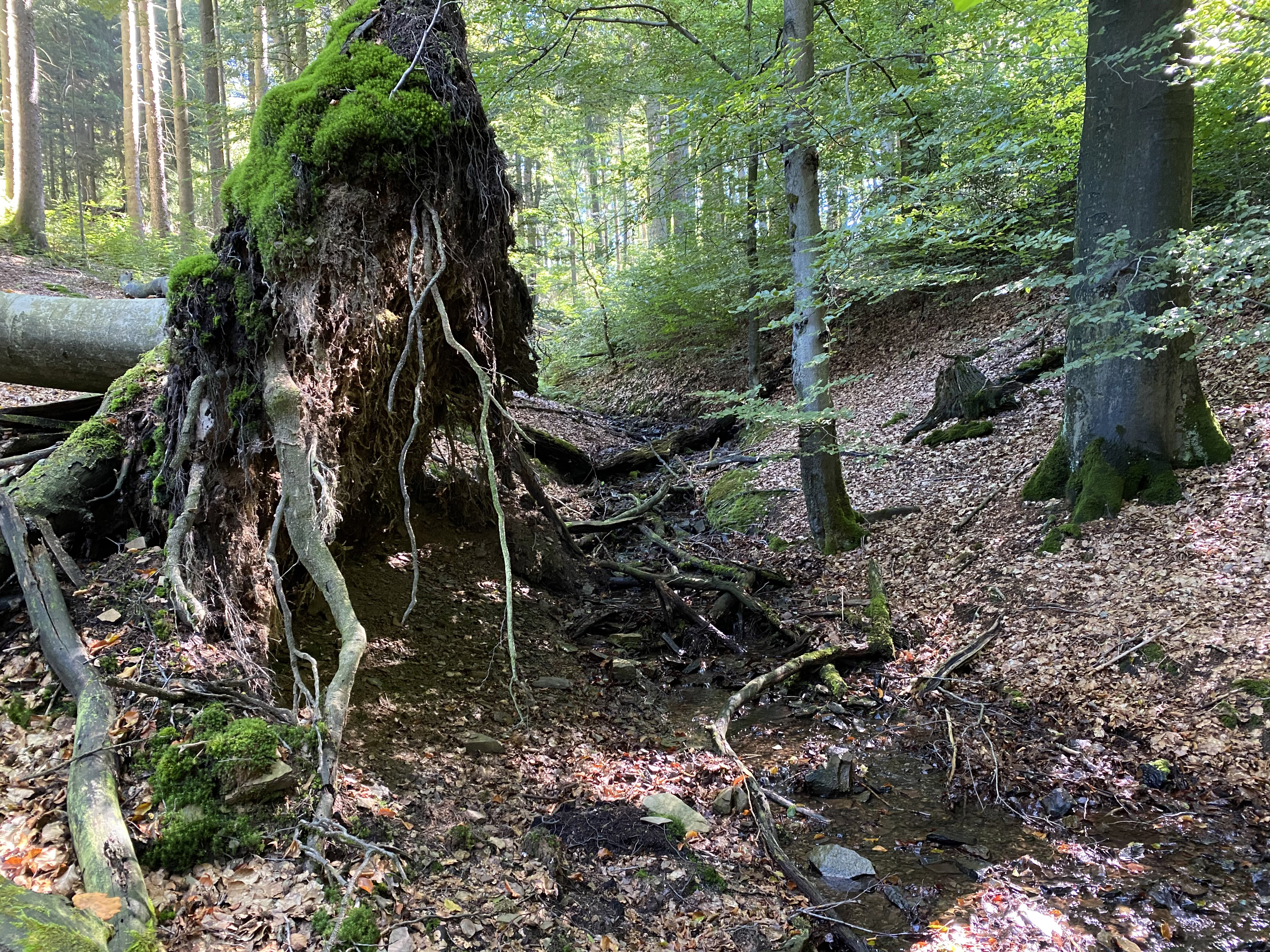
Bachtal des Leiversiepens
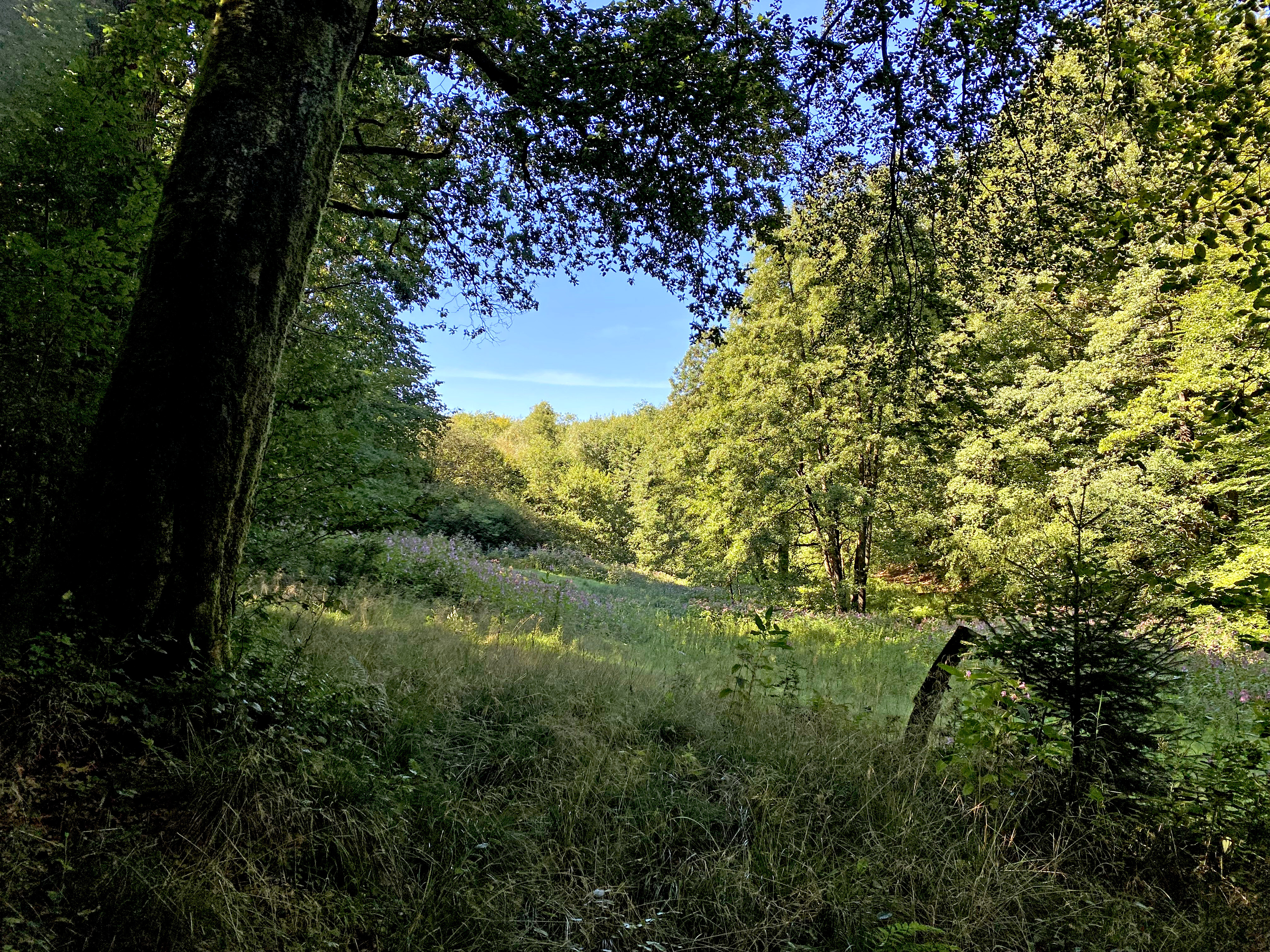
Auwiese im mittleren Leiverbachtal
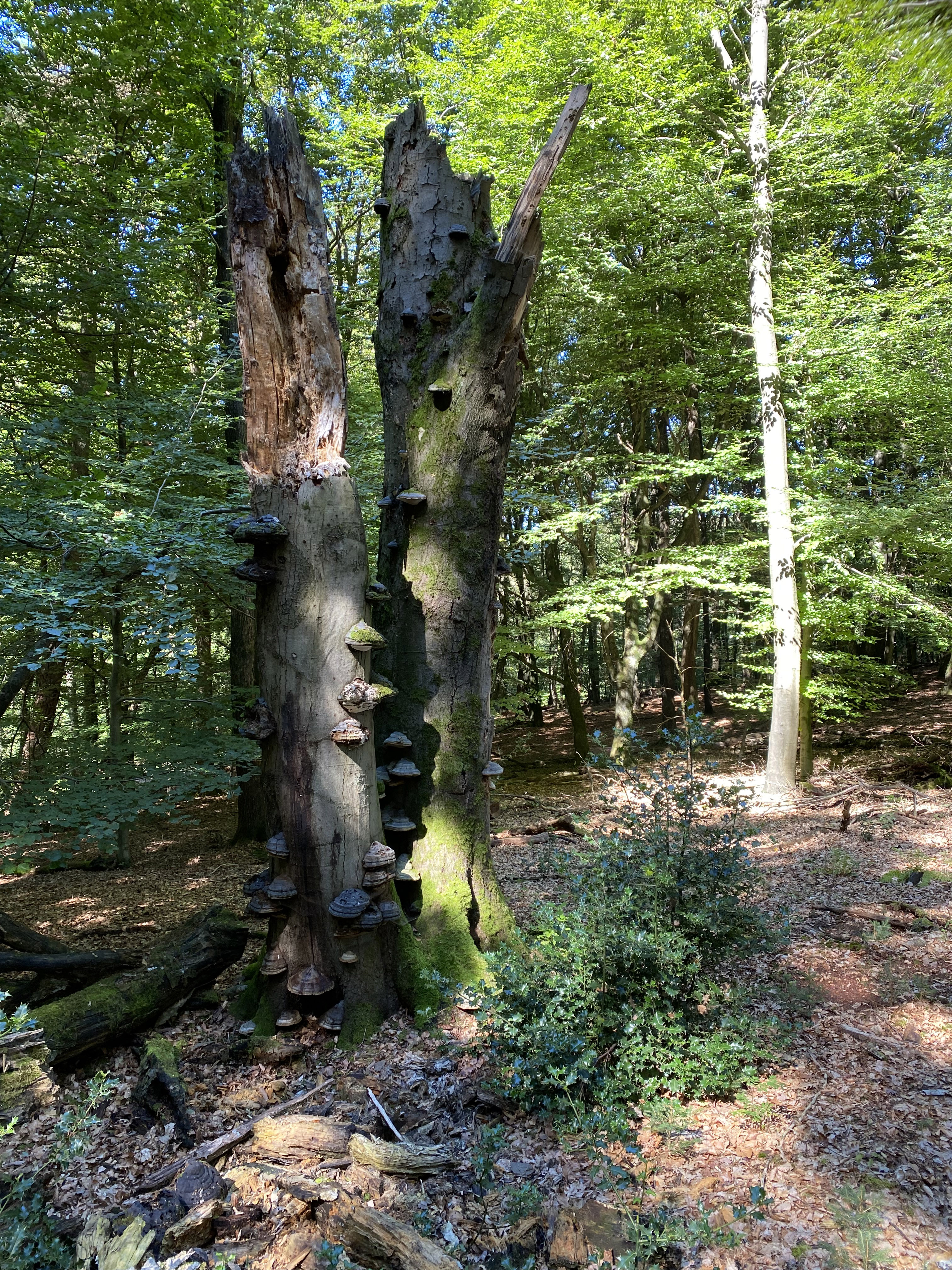
Totholz
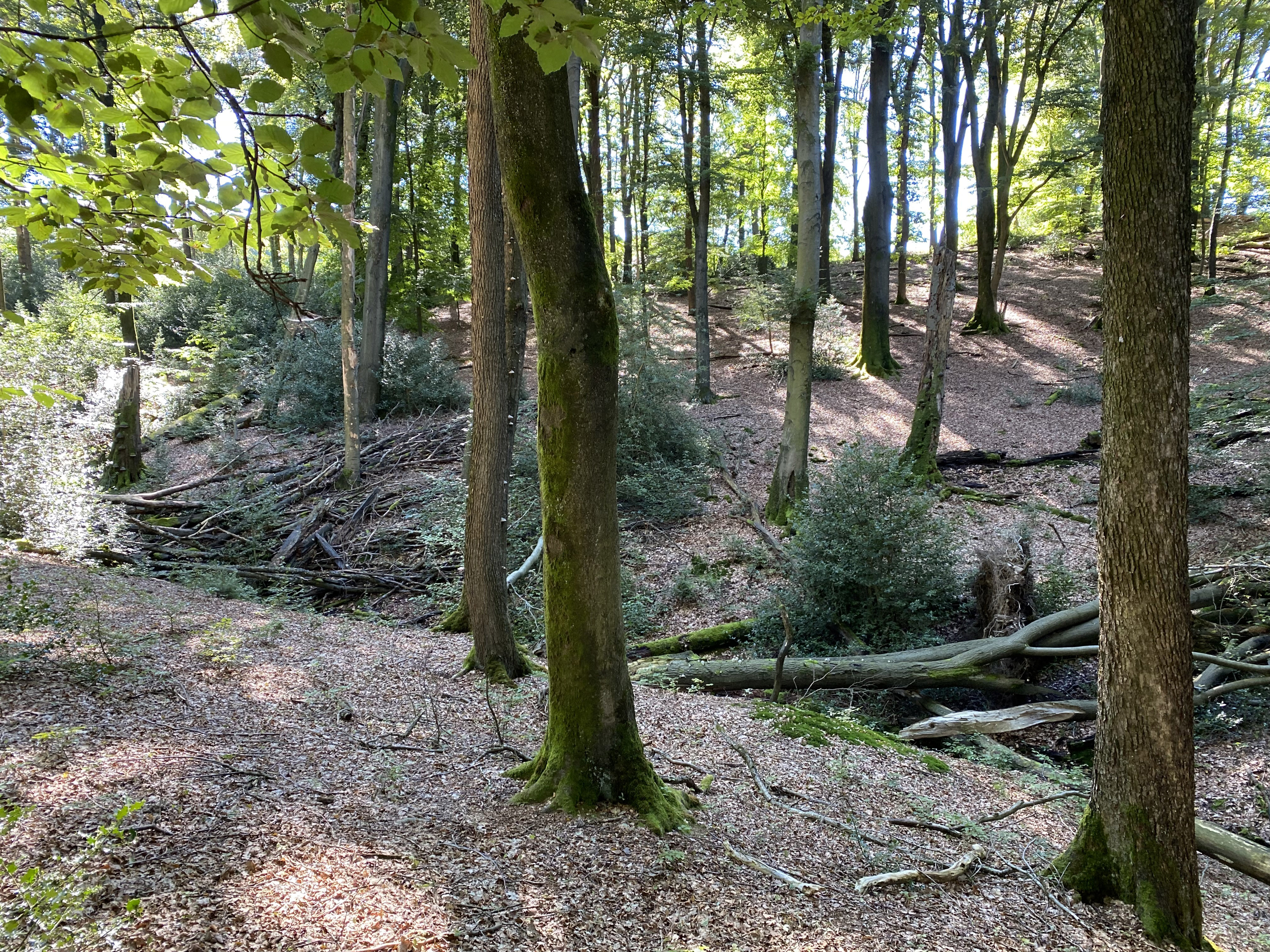
Buchenwald mit Stechpalme oberes Bachtal des Leiversiepens
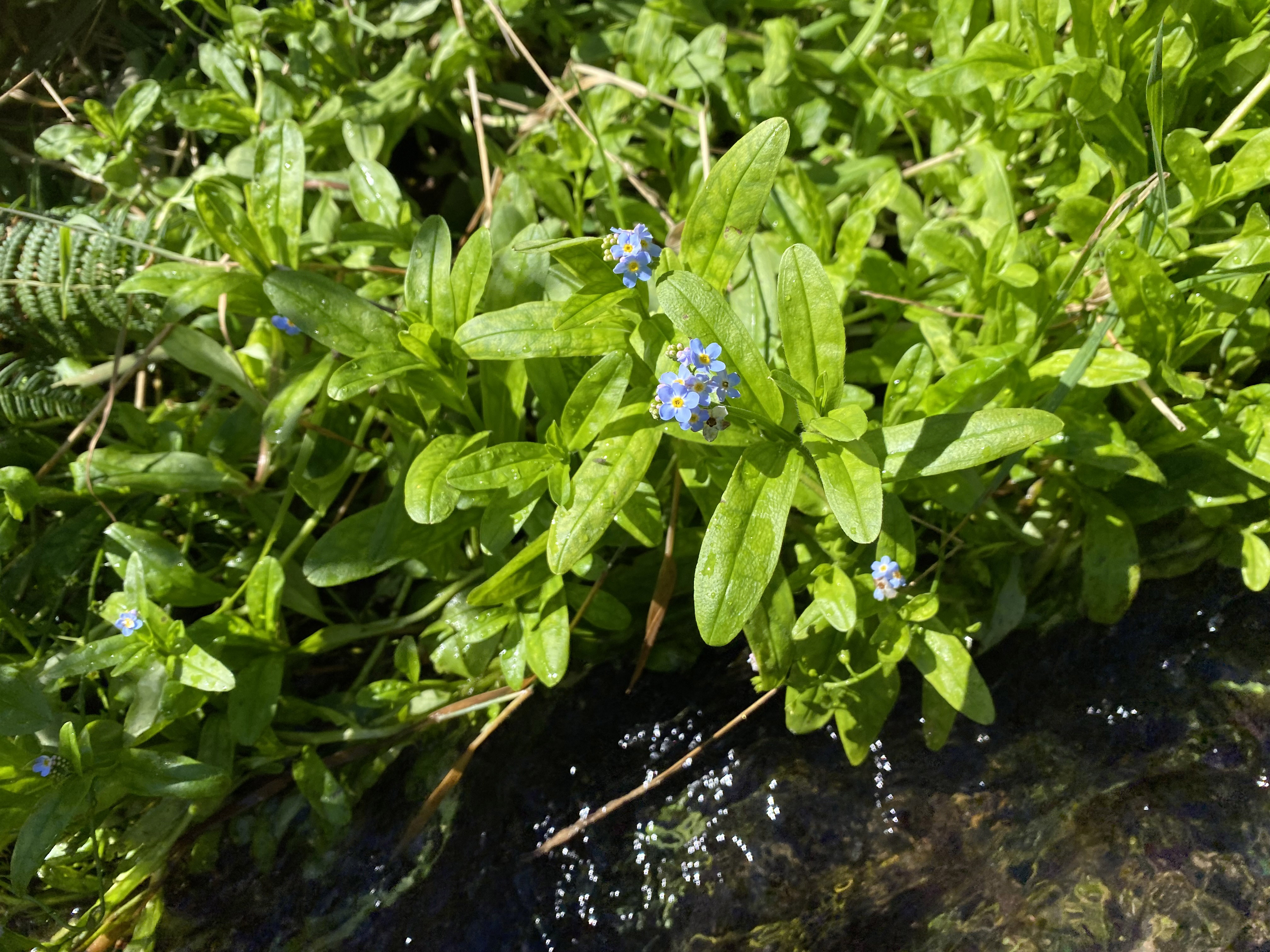
Sumpf-Vergissmeinnicht am Leiverbach
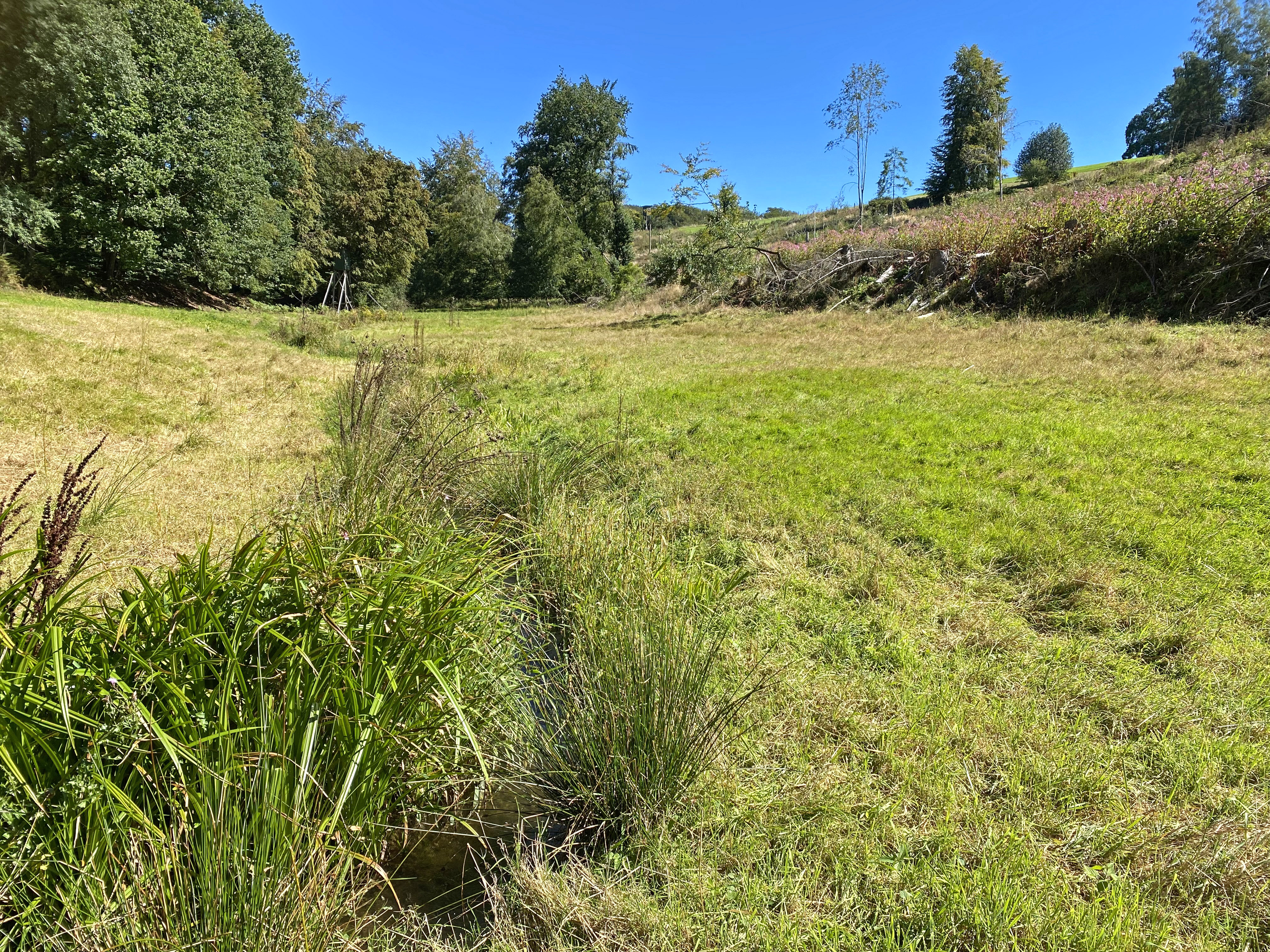
Talwiese nordöstl. Kormannshausen
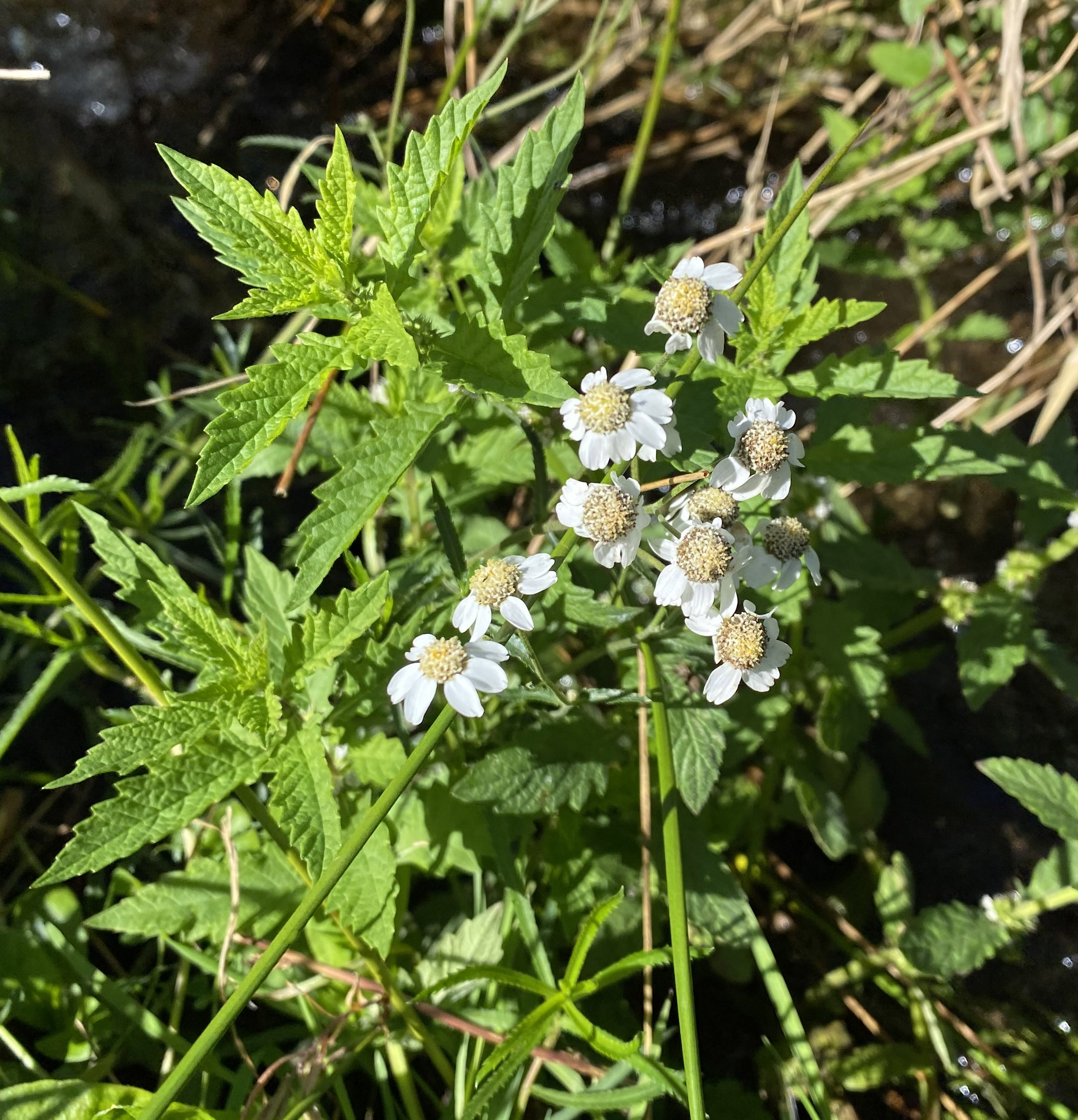
Sumpf-Schafgarbe am Leiverbach
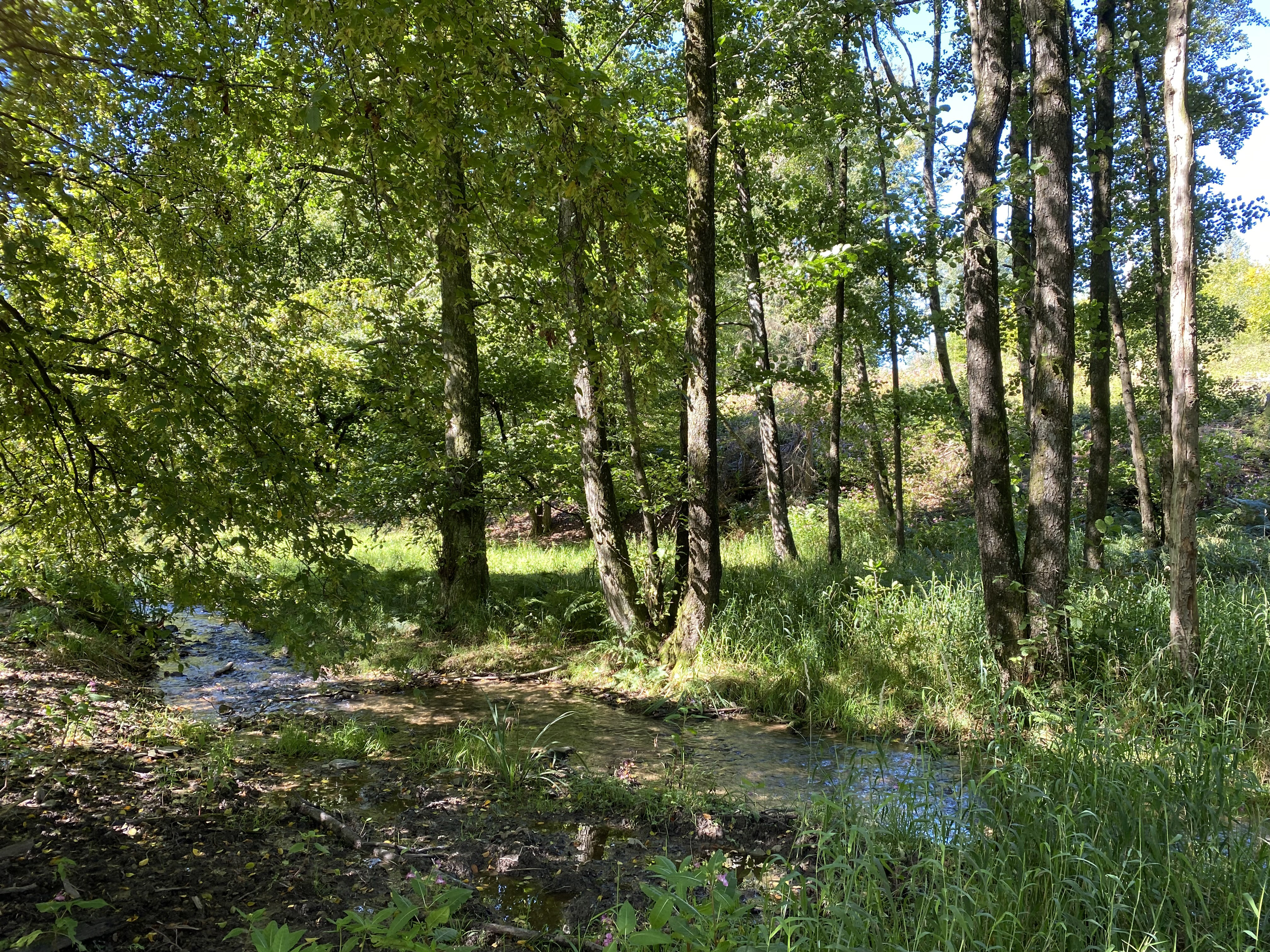
Auwaldparzelle am Leiverbach
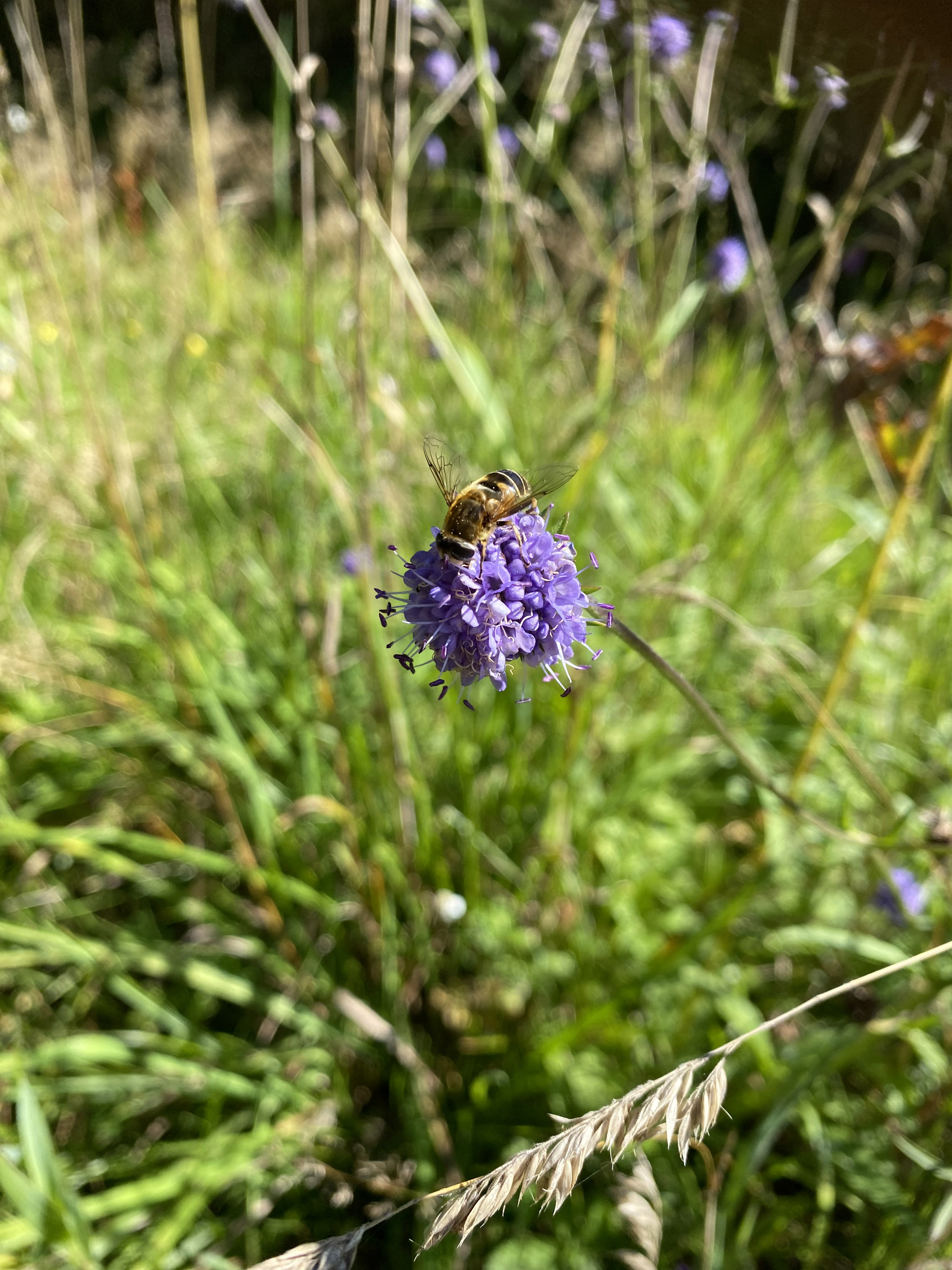
Rarität Teufelsabbiss im Leiverbachtal
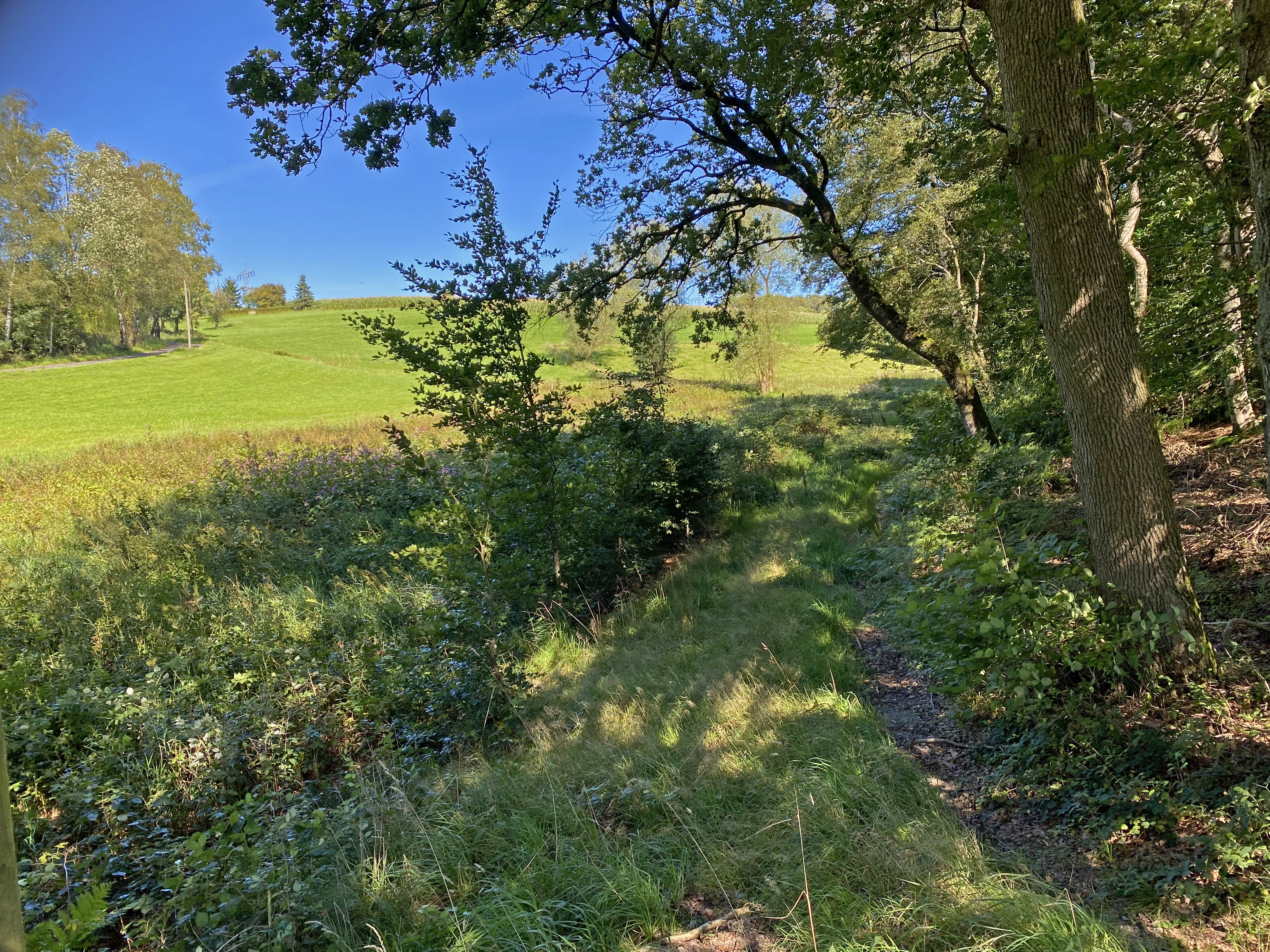
Oberlauf des Leiverbaches  an K11 nordöstl. Kormannshausen